# Ґуаньїнь
Ґуаньїнь(кит.: 観音), або Гуаньінь — персонаж китайської, в'єтнамської, корейської та японської міфологій: божество, переважно в жіночому вигляді, що рятує людей від усіляких лих; подателька дітей, покровителька жіночої половини будинку, бодгісаттва. Образ сходить до буддійського бодгісаттви Авалокітешвари, але Ґуаньїнь шанується представниками практично всіх конфесій Китаю. Образ Ґуаньїнь проник і в країни, що є сусідами з Китаєм, зокрема, в корейській міфології відома богиня милосердя Кван (Квансеім), у японській — Каннон, помічниця будди Амітабги.

## Образ і функції
Ґуаньїнь — аналог Авалокітешвари, бодгісатви співчуття. Бодгісатви — це просвітлені істоти, які відмовилися від нірвани та вирішили залишитися на землі як приклад для наслідування віруючим буддистам.
Ґуаньїнь поєднує чоловічі й жіночі риси, але їхнє співвідношення різниться, залежно від культури. В Індії, багатьох країнах Південно-Східної та Центральної Азії Авалокітешвара часто зображається як молодий індійський принц, іноді з вусами. В Китаї, ще до пізньої династії Тан (X ст.), Ґуаньїнь змальовували як чоловіка, але потім китайці почали розробляти образ, який не має таких буддійських канонічних основ, а має характерні риси корінного населення та є спадщиною раніших місцевих уявлень.
Головне заняття Ґуаньїнь — допомагати тим, хто в скруті й не можуть урятуватися самі. Монахи та світські письменники складали численні записи про дива порятунку, здійснені Ґуаньїнь. Ґуаньїнь не лише чує всі прохання про допомогу, а й розуміє невисловлені думки та почуття. Однак, вона не може допомогти уникнути кармічних наслідків попередніх життів; хоча в змозі полегшити страждання від них. Ґуаньїнь не допомагає тим, хто самі не проявляють співчуття до інших, або просять про допомогу в поганих справах; але її співчуття слугує прикладом для людей і надихає їх бути милосердними. Вона вміє змінювати подобу та з'являтися в тій формі, що найкраще відповідає обставинам. Як слуга Будди Амітабги, Ґуаньїнь вітає благочесних померлих, які переродилися у Чистій землі. Її зображення в цій ролі відомі як «Бодгісатва, що веде шляхом».
Як вірить багато буддистів, молитви до Ґуаньїнь забезпечують народження хороших дітей, які в минулому житті були благочесними людьми. Через зображення, де стоїть на великій рибині, ця бодгісатва також вшановується як покровителька рибалок і мореплавців.
У багатьох країнах, які зазнали сильного впливу буддизму, Ґуаньїнь постає втіленням монарха. Але цього не відбулося в Китаї, де є конфуціанське поняття про «небесний мандат», що надає правителю легітимності.
За межами Китаю Ґуаньїнь стала широко відома після 1949 року. Тоді Китай став комуністичним і багато буддійських монахів втекли до Гонконгу, Тайваню, Сінгапуру та Сполучених Штатів. Подібним чином емігрували деякі тибетські лами, коли Тибет був окупований Китаєм у 1959 році. Після закінчення війни у В'єтнамі в 1975 році та прибуття нових іммігрантів із В'єтнаму та інших країн Південно-Східної Азії з 1980-х років, люди в Америці познайомилися з багатьма формами буддизму.

## Іконографія

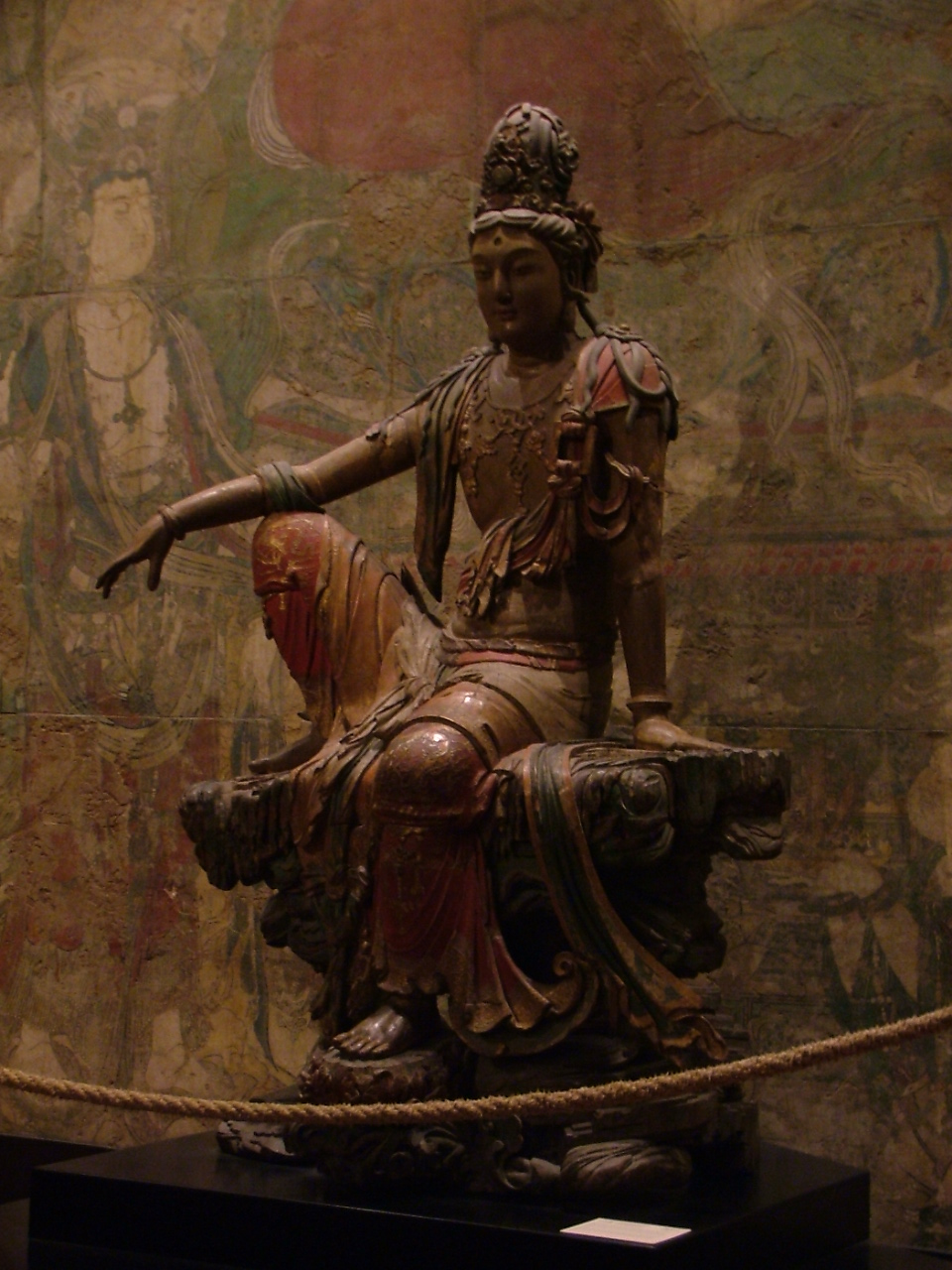
Статуя Ґуаньїнь епохи Ляо (907—1125) з Шеньсі. Фарбоване дерево

В азійському мистецтві поширені скульптури Ґуаньїнь, як монументальні, так і мініатюри. Їх створювали з широкого набору матеріалів, від кераміки, каменю й металів до рогу носорога та слонової кістки й бамбука. Часто бодгісатва зображається в сидячій позі «вода-й-Місяць», стоячи на лотосі, тримаючи пляшечку або книгу. Традиційно вона має вигляд зрілої жінки, одягненої в білий халат. У правій руці тримає гілочку верби (символ чеснот), а в лівій пляшечку з водою (символ благодаті). Іноді — лотос (символ чистоти) або чотки.
Нерідко зображається стоячою, тримаючи на руках немовля. Розписи та скульптури після XI ст. показують Ґуаньїнь у парі з бодгісатвами Діцзаном (Кшітіґарбга) або в супроводі лоханів (перших послідовників Будди Ґаутами). Ґуаньїнь їздить верхи на міфічній тварині під назвою хоу, на черепасі, рибі, драконі, слоні чи леві. Її символом може слугувати павич за свої «очі» на пір'ї, що нагадують про здатність Ґуаньїнь усе бачити.

## Легенди

### Ґуаньїнь і тисяча рук
Одна буддійська легенда з «Повної історії Ґуаньїнь і південних морів» (南海 觀音 全 撰) описує, що Ґуаньїнь присягнулася не знати спокою, поки всі живі істоти не будуть звільнені від перероджень у сансарі. Попри наполегливі зусилля, вона бачила, що ще дуже багато нещасних істот не врятовані. Від старань забезпечити потреби настільки багатьох істот її голова розкололася на одинадцять частин. Будда Амітабга, бачачи це, наділив її одинадцятьма головами, щоб чути крики тих, хто страждає. Тоді Ґуаньїнь спробувала дотягнутися до всіх, хто потребує допомоги, але виявила, що її руки розриваються на частини. І знову Амітабга прийшов на допомогу і дав їй тисячу рук.

### Легенда про Мяо Шань
Історія, викладена в «Дорогоцінному сувої Гори Пахощів», описує земне втілення Ґуаньїнь як дочку жорстокого короля Мяо Чжун'яня, який хотів видати її заміж за багатого, але байдужого нареченого. Ця історія зазвичай приписується буддійському ченцю Цзян Чжіці в XI столітті. Ймовірно, вона має даоське походження. Цзян Чжіці вважав, що Ґуаньїнь була насправді принцесою на ім'я Мяо Шань (妙善), і сповідувала буддизм на Горі Пахощів. Але в китайській міфології є багато варіантів цієї історії.
Відповідно до цієї історії, після того як король запропонував своїй дочці Мяо Шань вийти за багатія, вона відповіла, що зробить це, якщо шлюб полегшить три нещастя: страждання людей від старіння, страждання людей від хвороб і страждання від смерті. А якщо шлюб нічому такому не допоможе, вона воліла б стати черницею. Коли батько запитав, хто ж може надати таку допомогу, якщо не багатий принц, Мяо Шань сказала, що на це здатний лікар. Батько розсердився і примусив її до тяжкої праці, обмежив в їжі і воді, але вона не піддавалася. Щодня вона просила відпустити її в черниці. Зрештою, батько дозволив їй працювати при храмі, але наказав ченцям давати їй найважчі доручення. Ченці змушували Мяо Шань працювати вдень і вночі, але її доброта привернула їй на допомогу тварин, що жили навколо храму. Батько, бачачи це, так засмутився, що спробував спалити храм. Мяо Шань загасила вогонь й тоді батько засудив її до смерті.
За однією версією, коли Ґуаньїнь стратили, чудесний тигр забрав її в одне із пекельних царств мертвих. Але демони не чіпали її, а навколо розцвіли квіти. Просто перебуваючи в цьому пеклі, Ґуаньїнь перетворила його на рай.
За іншою версією, коли кат намагався здійснити страту, його сокира розлетілася на тисячу осколків; потім так само розколовся меч, а стріли розвертались від неї. Тоді він у розпачі вбив її голими руками. Мяо Шань пробачила йому, розуміючи, що він був змушений виконати королівський наказ, і прийняла на себе кармічну провину. Тому вона і потрапила в пекло. Тут вона безпосередньо побачила жахи і страждання, яким піддаються істоти, і сповнилася горя. Вона звільнила багато душ, що страждали. При цьому  пекло стало раєм. Щоб запобігти руйнуванню свого царства, Яньло послав її назад на землю, і після цього вона з'явилася на Горі Пахощів.
Ще одна версія каже, що Мяо Шань взагалі не вмирала, а чудесний тигр відразу відвіз її на Гору Пахощів.
Легенда про Мяо Шань зазвичай закінчується тим, що Мяо Чжун'янь, батько Мяо Шань, захворів жовтяницею. Жоден лікар не міг його зцілити. Але тут якийсь чернець заявив, що жовтяницю можна вилікувати зіллям з очей і рук людини, яка не знає гніву, і підказав, що таку можна знайти на Горі Пахощів. Коли це дійшло до Мяо Шань, вона сама запропонувала свої очі і руки. Мяо Чжун'янь зцілився і прийшов на Гору Пахощів висловити подяку своєму благодійнику. Дізнавшись, що це його дочка пожертвувала собою, він просив у неї вибачення. Мяо Шань перетворилася на тисячеруку Ґуаньїнь, а король, королева і її дві сестри побудували на горі храм на її честь. Ґуаньїнь збиралася піднестися на Небеса, але почула стогін і плач страждаючих і, сповнившись співчуття, повернулася на Землю, присягнувши, що не покине її, поки не припиниться будь-яке страждання.
Повернувшись на Землю, Ґуаньїнь кілька років перебувала на острові Путошань, де вдавалася до медитації, вгамовувала бурхливе море, допомагала морякам і рибалкам, тому їй часто поклоняються як покровительці моряків і рибалок. Десятиліття потому Ґуаньїнь повернулася на Гору Пахощів, щоб продовжити свою медитацію.

### Ґуаньїнь та Шань Цзай

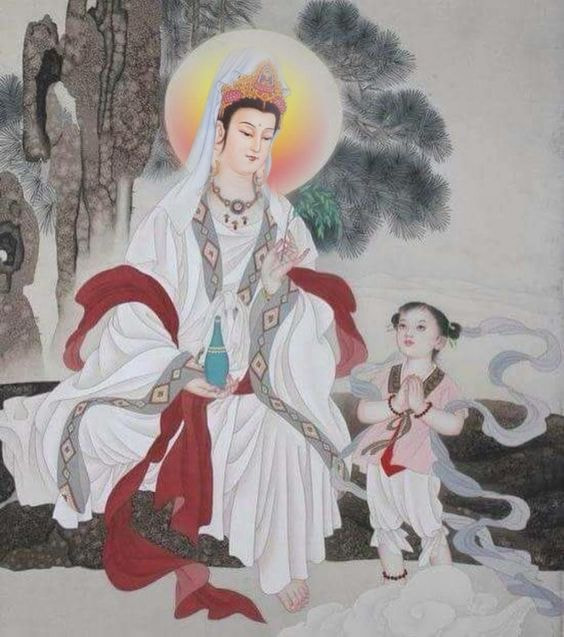
Ґуаньїнь та Шань Цзай

Легенда свідчить, що Шань Цзай (Судгана на санскриті) був маленьким калікою з Індії, що цікавився вивченням буддійського вчення. Почувши, що на острові Путошань є вчитель буддизму, він відразу ж вирушив у дорогу. Прибувши на острів, він зумів розшукати Бодгісаттву Ґуаньїнь. Та, поговоривши з ним, вона вирішила випробувати його рішучість цілком віддатися вченню і навела ілюзію — трьох піратів, що напали на неї. Переслідувана ними Ґуаньїнь кинулася до краю урвища. Шань Цзай, побачивши це, щосили пошкандибав в гору, щоб захистити вчительку, але зірвався. Ґуаньїнь зупинила його падіння і потім звеліла йому йти. Шань Цзай виявив, що може тепер нормально ходити, він більше не каліка, а глянувши в ставок, побачив, що став також дуже гарний. З того дня Ґуаньїнь наставляла Шань Цзая в буддійському вченні.

### Ґуаньїнь і вірний синівському обов'язку папуга
«Коштовний сувій папуги» розповідає історію про папугу, який став учнем Ґуаньїнь. За часів династії Тан маленький папуга вирушив на пошуки улюблених ласощів його матері, але його спіймали браконьєри. Коли йому вдалося звільнитися, виявилося, що його мати вже померла. Папуга віддався скорботі і влаштував їй похорон, а потім вирішив стати учнем Ґуаньїнь. В іконографії цей папуга має білий колір і звичайно зображується праворуч і зверху від Ґуаньїнь, з перлиною або  намистиною у дзьобі. Папуга став символом синівської шанобливості.

## Ґуаньїнь і Діва Марія
Одне з поширених зображень Ґуаньїнь — це її стояча постать з немовлям на руках, подібна на зображення Діви Марії з малим Ісусом Христом. Іноді поява цього образу пояснюється впливом християн ордену францисканців. Францисканську місію в Китаї вітали монголи, які правили там до 1368 року. Матері таких імператорів, як Хубілай-хан, були християнками-несторіанками з Центральної Азії, і навіть листувалися з папою Римським. Місіонери XIX ст. критикували, що, на їхню думку, Діва Марія була введена до пантеону китайців.
Християни Японії вшановували Діву Марію, використовуючи схожі на неї скульптури Ґуаньїнь (Каннон), аби вдавати з себе буддистів під час гонінь у першій половині XVII ст. й пізніше.

## У масовій культурі
Велика статуя Ґуаньїнь встановлена на острові Хайнань в 2005 році. Її висота складає 108 м. Це п'ята найвища статуя в світі. У Чжоушані в 2020 році відкрито Культурний парк Ґуаньїнь, де виставлено скульптури цієї бодгісатви феодальних часів.
Ґуаньїнь зображена в численних фільмах на тему буддистської міфології, особливо в екранізаціях епізодів з роману «Подорож на Захід». Перша поява в кіно — у «Дуель свині Джу Бадзє на річці Люша» (1927). Надалі з'являлася в таких фільмах, як «Чарівне віяло» (1959), «Палаюча гора» (1962), «Мавпа йде на Захід» (1966), «Битва з Червоним хлопчиком» (1972), «Свень Вукон штурмує Бездонне провалля» (1983), «Китайська Одіссея» (1995), «Король мавп» (2014), «Охоронець Заходу» (2020).

## Галерея

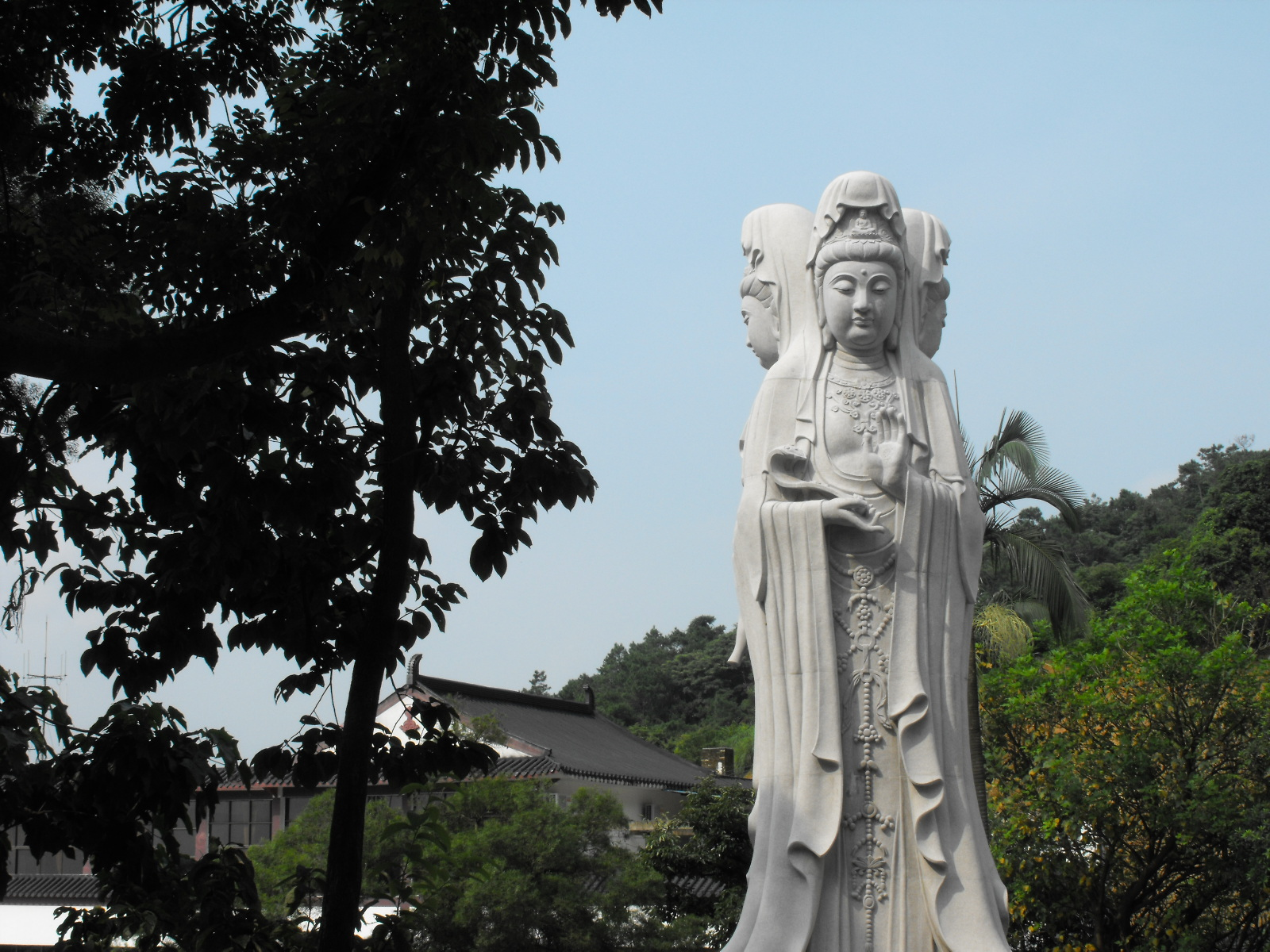
Статуя у храмі в Гуандуні, Китай
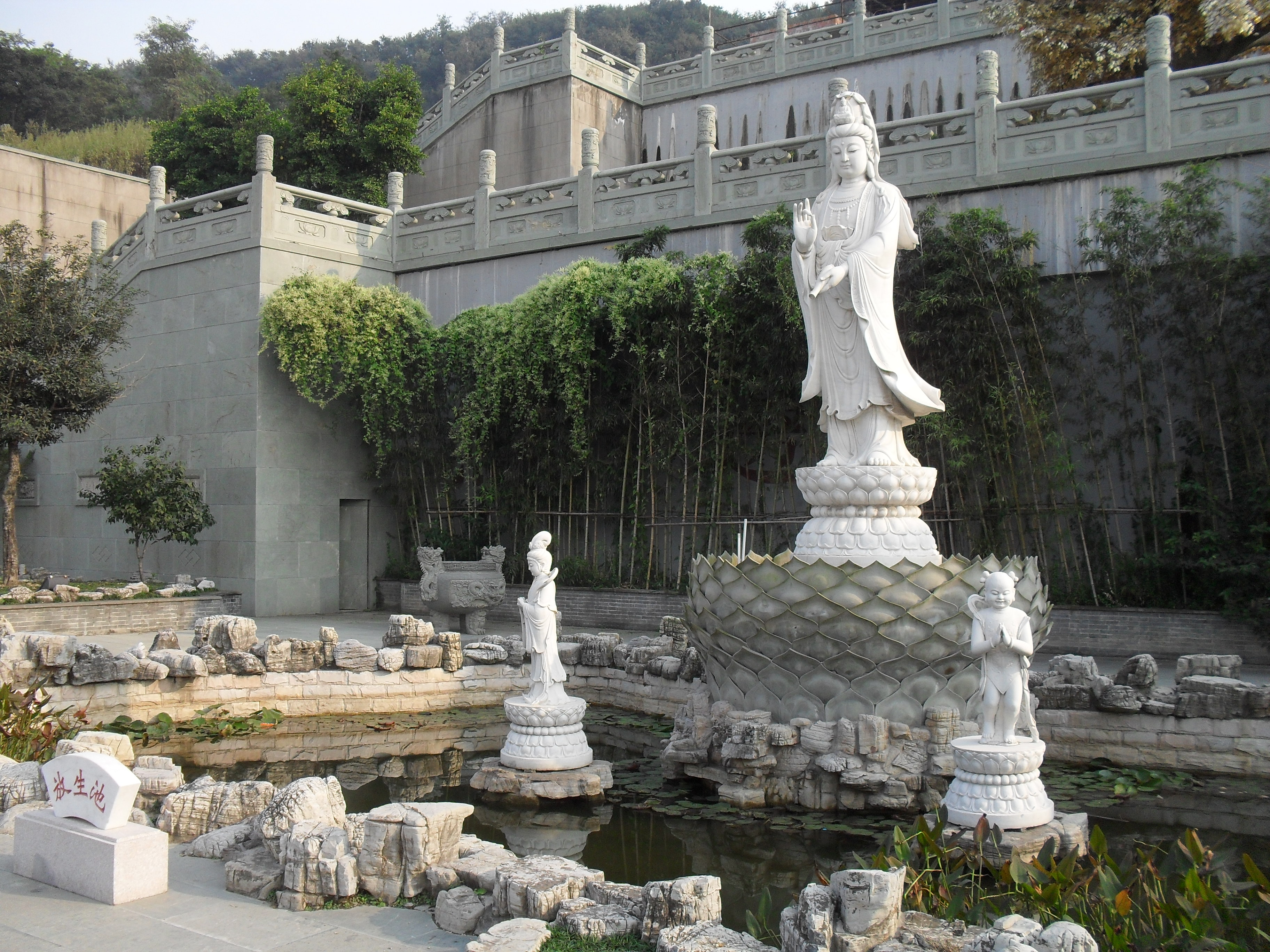
Статуя у храмі в Нанкіні
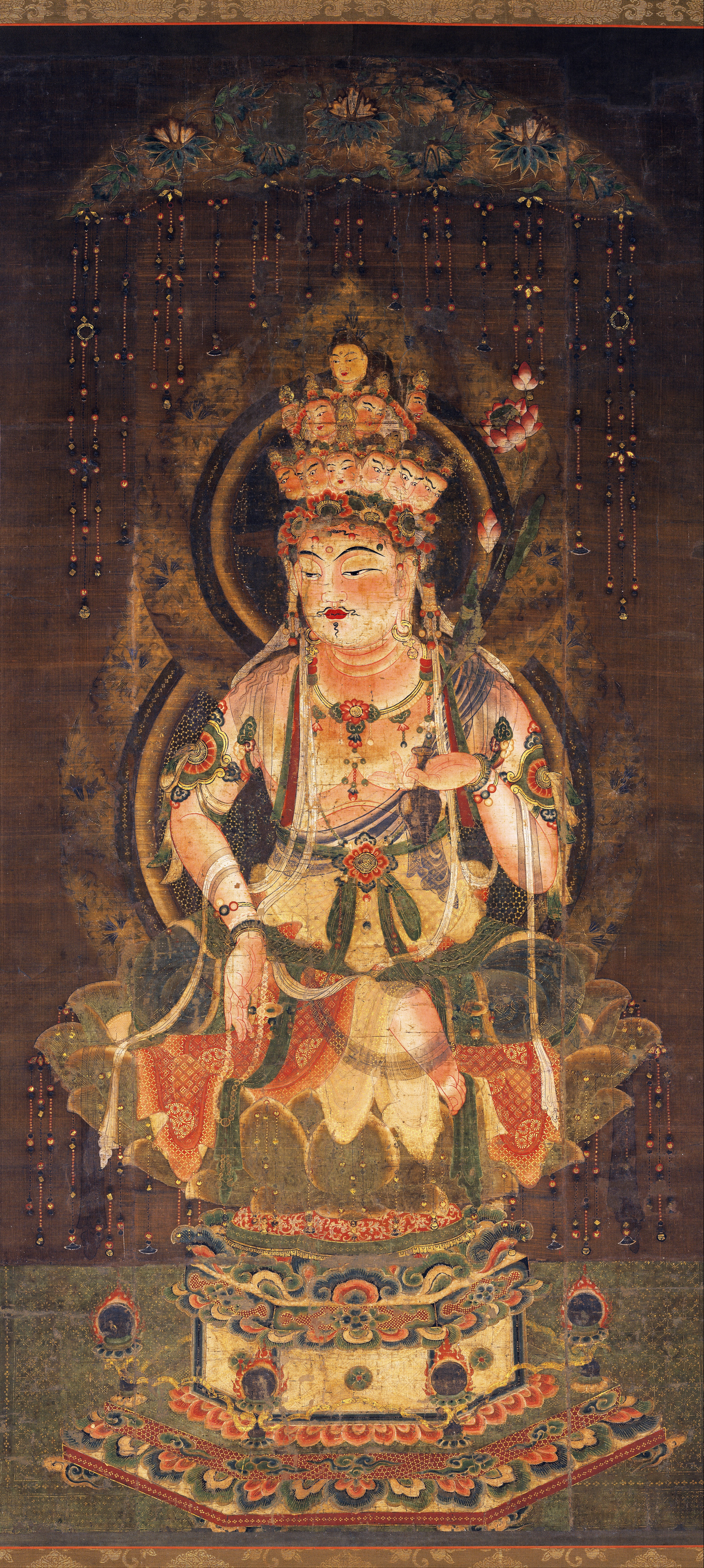
Ґуаньїнь у чоловічій подобі, малюнок на шовку, XII ст. Японія
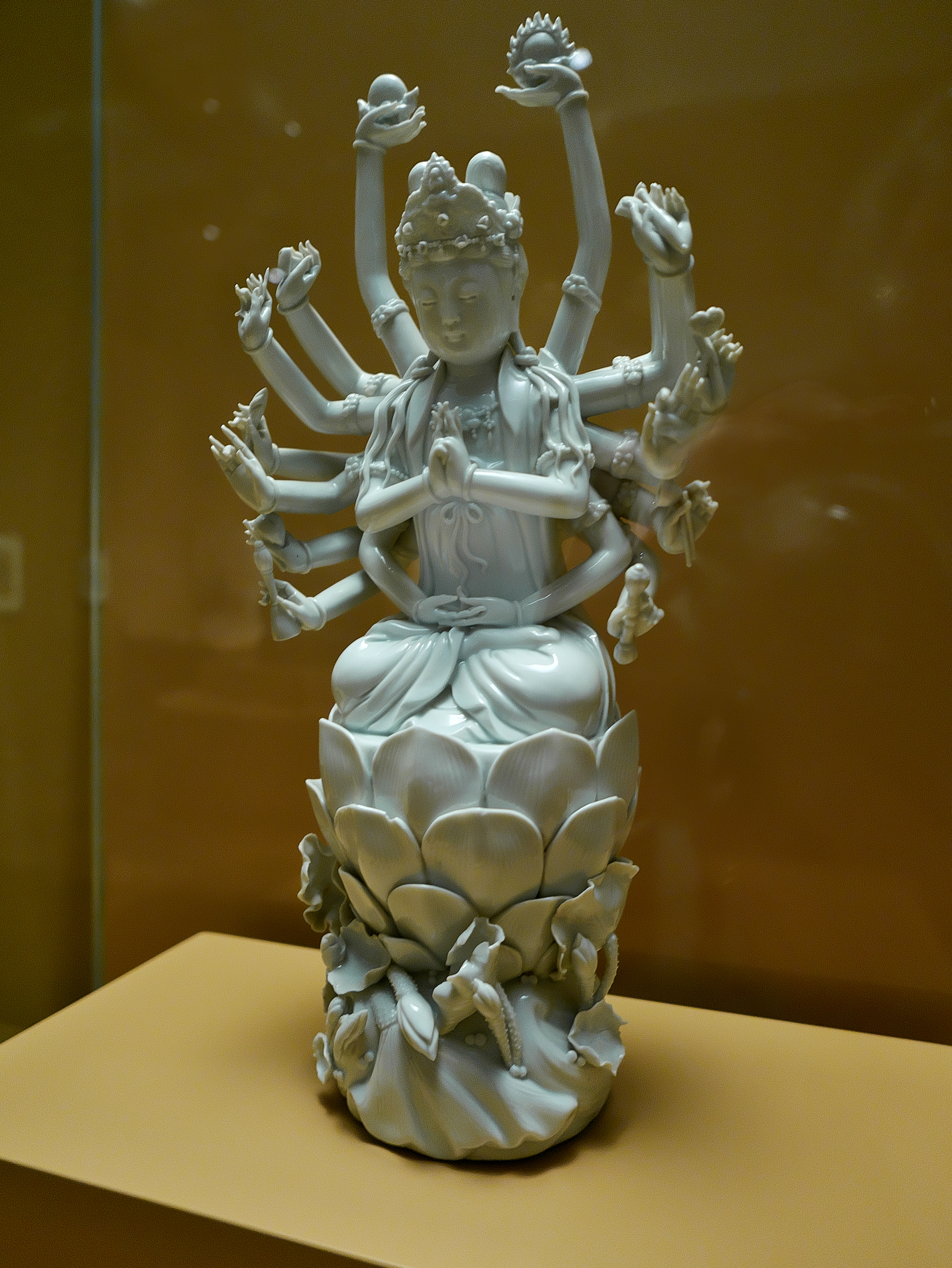
Китайська порцелянова скульптура, початок XVIII ст.
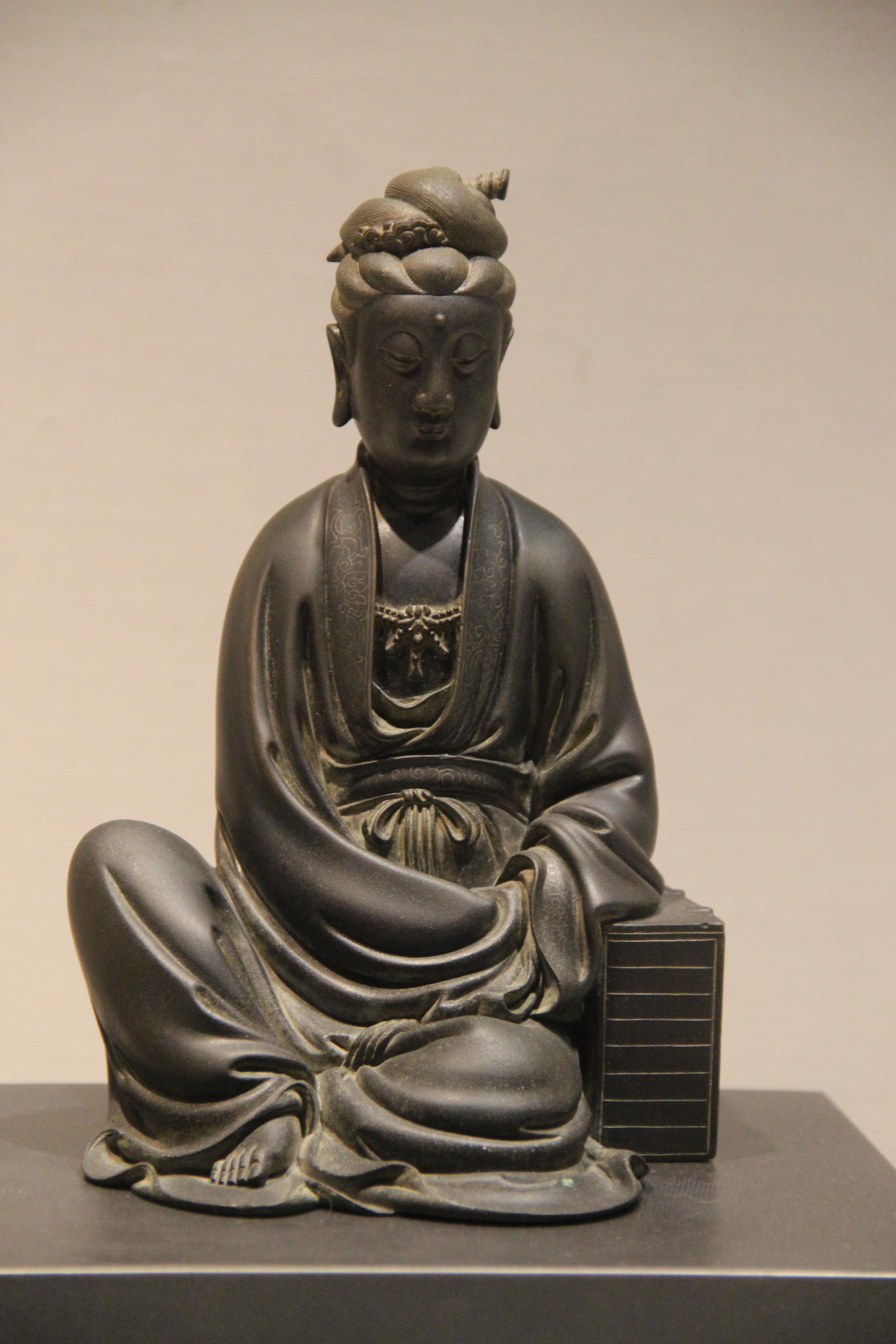
Бронзова скульптура династії Мін
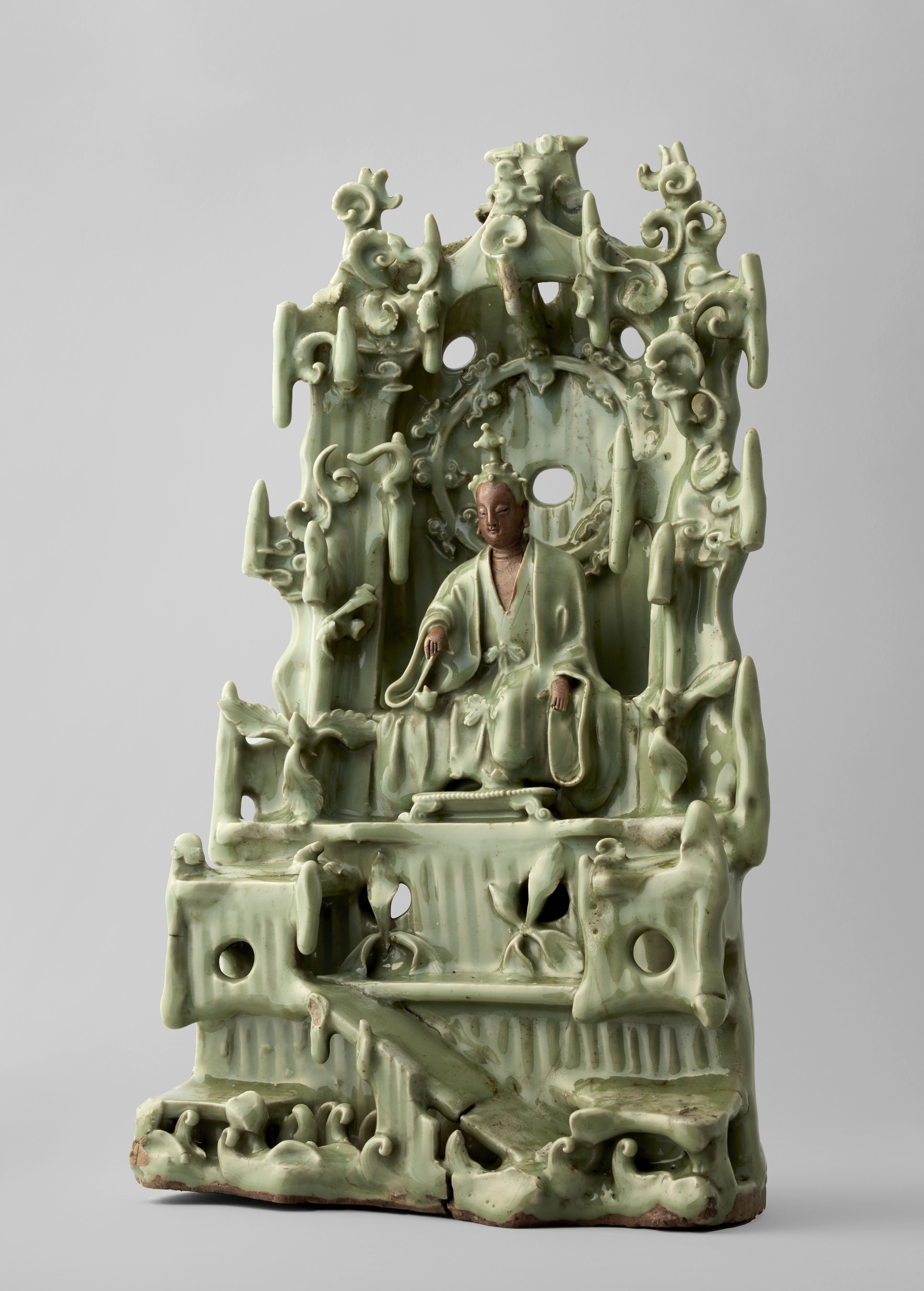
Керамічна китайська скульптура XV ст.
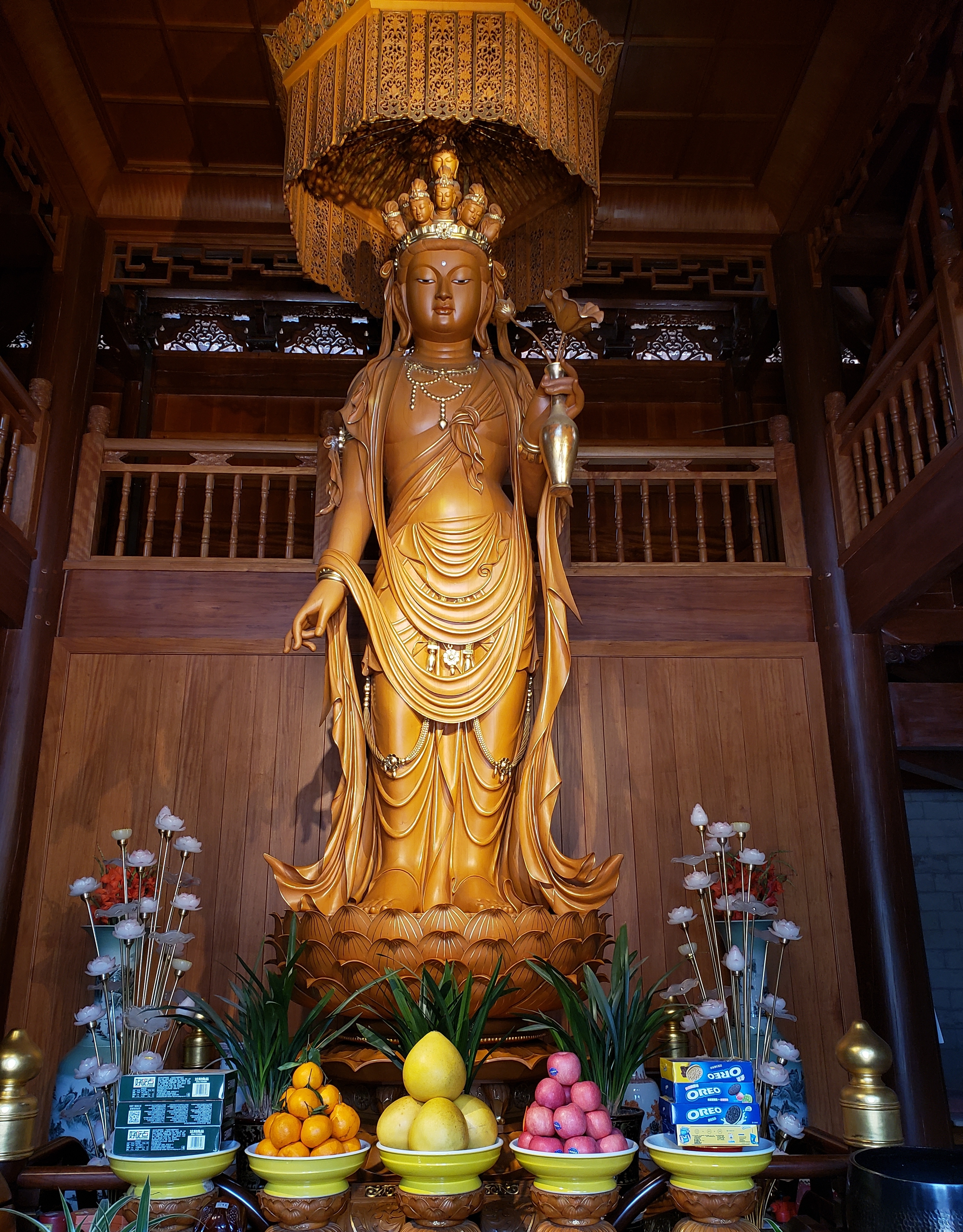
Статуя у Храмі семи пагод, Чжецзян, Китай
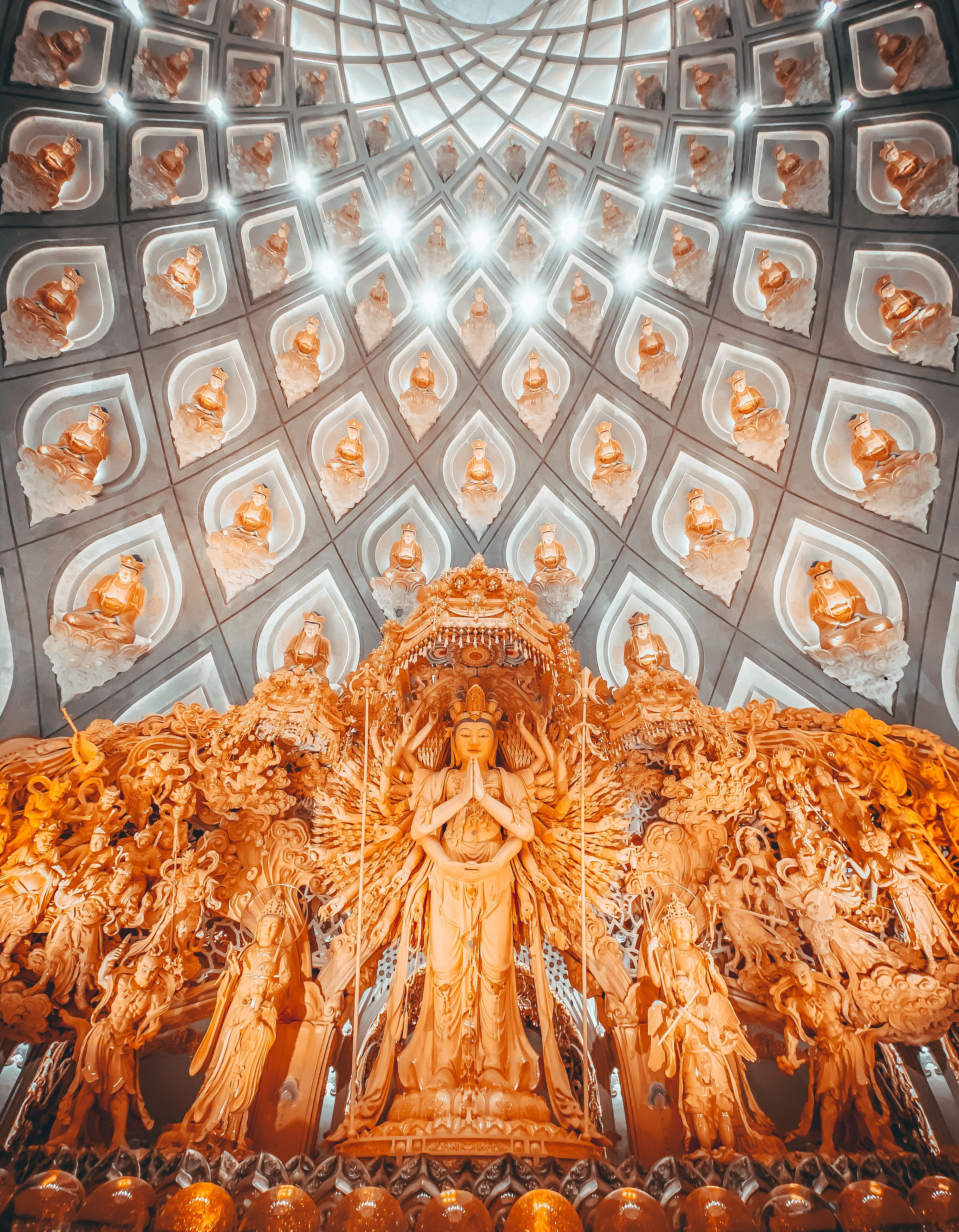
Статуя Ґуаньїнь і 28-ми девів у Храмі семи пагод, Чжецзян, Китай
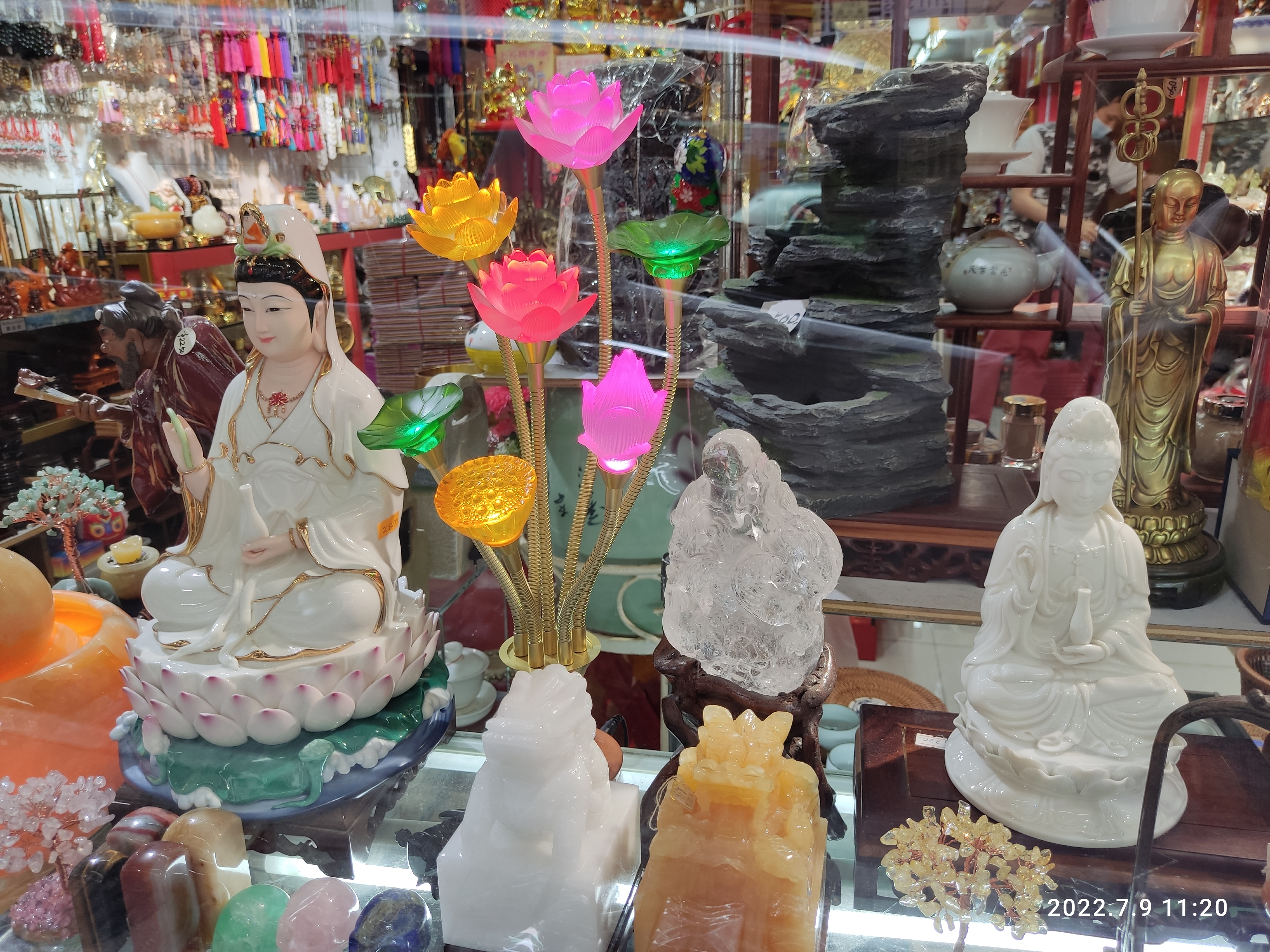
Фігурки у крамниці в Гонконзі